# Міхаїл Формузал
Міхаїл Формузал, Михайло Макарович Формузал (гаг. Mihail Formuzal, 7 листопада 1959 року, с. Бешгіоз, Чадир-Лунзький район, Молдавська РСР) — голова (башкан) Гагаузії (Молдова) з 17 грудня 2006 року по 14 квітня 2015 року. Голова Партії регіонів Молдови з 18 жовтня 2011 року.

## Біографія
Міхаїл Формузал народився 7 листопада 1959 року в селі Бешгіоз (Чадир-Лунзький район) у багатодітній родині селян. У 1966 році пішов до школи. Після закінчення середньої школи, в 1977 році був призваний на строкову військову службу у Військово-морський флот СРСР. У 1979 році Міхаїл Формузал вступив до вищого військового артилерійського училища імені М. В. Фрунзе в Одесі (Україна). Закінчив училище в 1983 році. Пізніше служив у лавах Збройних сил СРСР на різних посадах. У листопаді 1994 року був відправлений у відставку в званні майора. У 1995 році став заступником прімара міста Чадир-Лунга. У період 1995–1998 років Міхаїл Формузал навчався в Академії державного управління при Уряді Республіки Молдова. У 1999 році Міхаїл Формузал був обраний примарем міста Чадир-Лунга, у 2003 році переобраний на своїй посаді. Був кандидатом на дострокових виборах 6 жовтня 2002 року на пост башкана Гагаузії, але через низьку явку виборців (41,43%), вибори були визнані недійсними. Формузал узяв участь у нових виборах башкана 20 жовтня 2002 року. На виборах переміг Георгій Табунщик з результатом 50,99% голосів виборців. Міхаїл Формузал отримав 43,22% голосів. У травні 2005 року вступив до Народної республіканської партії Молдови (рум. Partidul Nostru), був головою політичної ради партії. З 2004 по 2007 рік очолював громадський рух «Єдина Гагаузія».

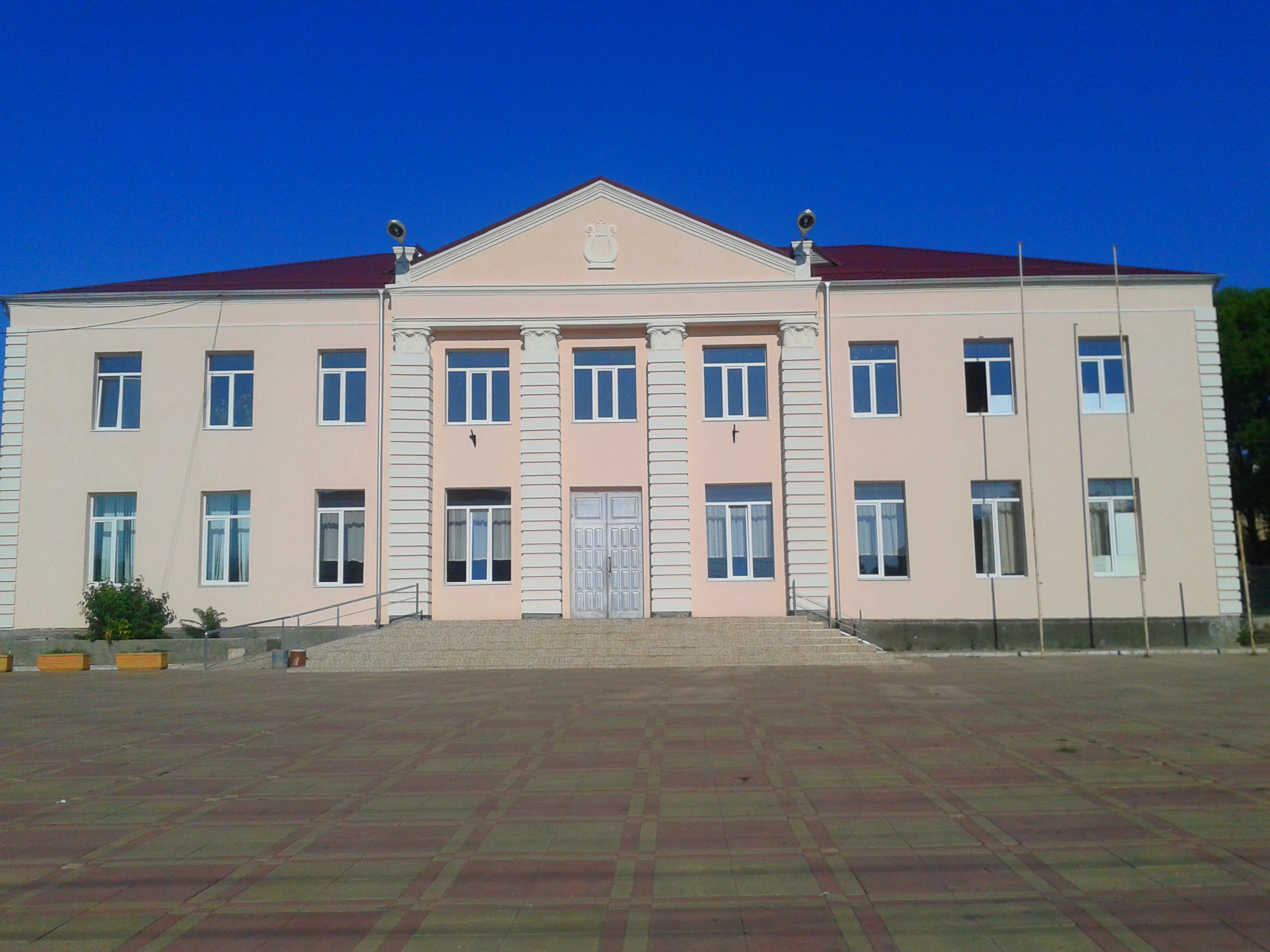
Будинок культури в Комраті — місце інавгурації башканів Гагаузії

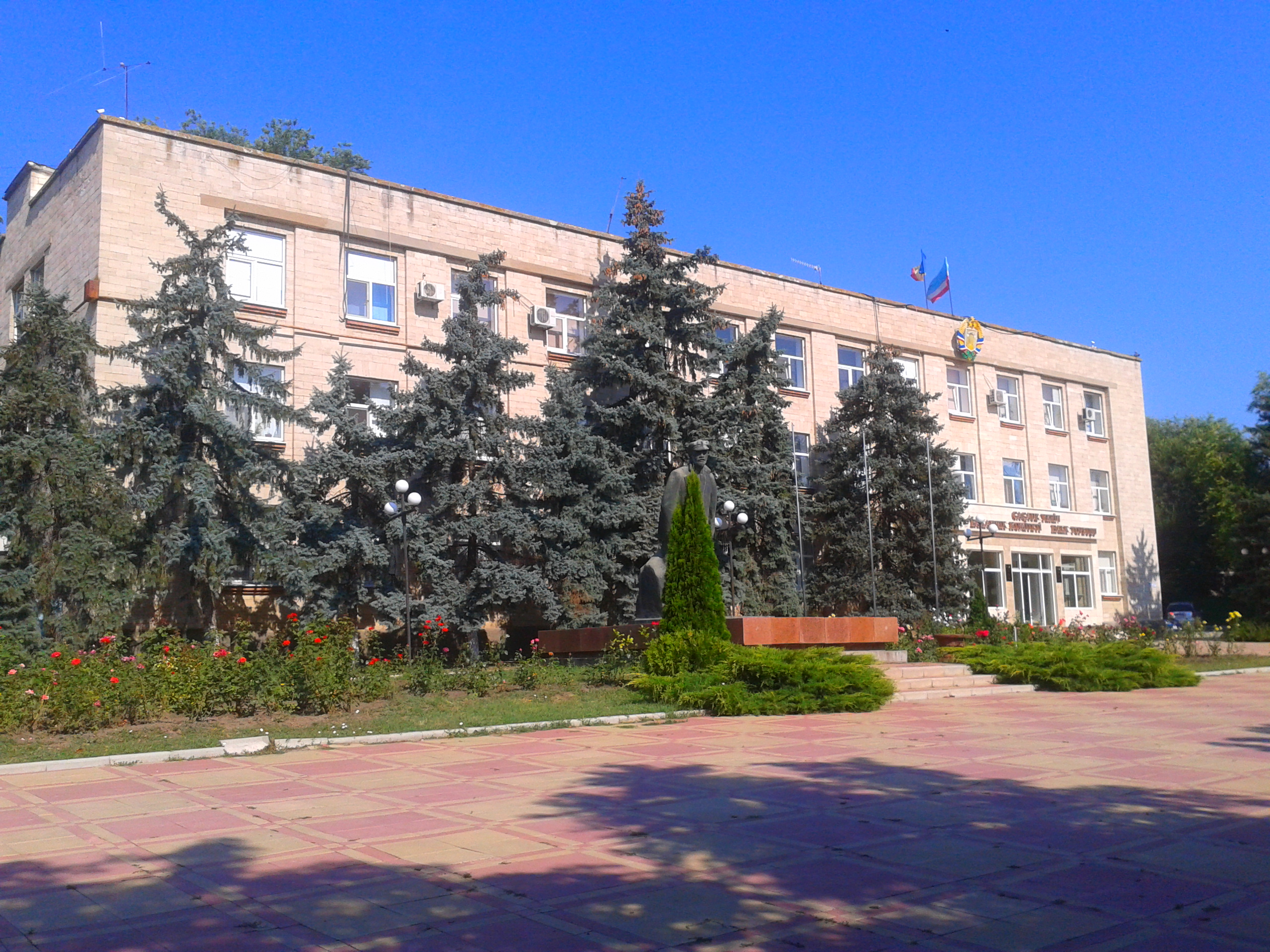
Будівля виконкому Гагаузії в Комраті

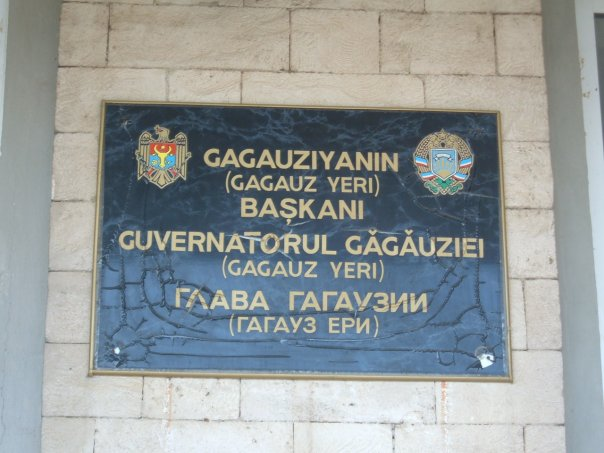

3 грудня 2006 року відбувся перший тур виборів башкана Гагаузії, в якому Формузал набрав 33,89% голосів і вийшов у другий тур разом із примарем міста Комрат, Миколою Дудогло. Формузал переміг у другому турі виборів, набравши 56,23% голосів. Міхаїл Формузал був обраний башканом Гагаузії 19 грудня 2006 року. Після обрання він офіційно заявляв, що має намір конструктивно працювати з владою Молдови, що не буде критикувати чи звинувачувати своїх попередників, але закінчить всі проекти, розпочаті під час їх мандатів. Відповідно до законодавства, згідно з остаточними офіційними даними результатів двох турів виборів башкана 3 і 17 грудня 2006 року Центральної виборчої комісії Гагаузії, 22 грудня новий мандат башкана був підтверджений апеляційним судом Комрата. Інавгурація нового башкана Гагаузії Міхаїла Формузала відбулася 29 грудня 2006 року в Будинку культури міста Комрат. Після того, за указом президента Молдови Володимира Вороніна, 16 січня 2007 року новий башкан був призначений як член уряду країни. Таким чином, після 4 років в Кабінеті міністрів Республіки Молдова з'явився перший представник опозиції. Міхаїл Формузал почав конструктивно працювати з Народним зібранням Гагаузії (гаг. Gagauzianin Halk Topluşu), більшість місць в якому займали члени комуністичної партії Молдови.
На виборах башкана Гагаузії 2010 року Формузал в першому турі отримав 37,19% голосів виборців, а у другому турі переміг з результатом в 51,38% голосів. 18 жовтня 2011 року очолив Партію регіонів Молдови.

## Нагороди
Почесна грамота Президента Російської Федерації (12 грудня 2010 року) — за великий внесок у розвиток і зміцнення російсько-молдовського культурного співробітництва.

## Особисте життя
Михаїл Формузал одружений, має трьох дітей: донька Христина — найстарша, син Максим — середній, син Єгор — молодший.